# 스테크 프리트
스테크 프리트(프랑스어: steak frites)는 쇠고기 스테이크에 감자 튀김을 곁들인 메뉴로, 벨기에와 프랑스 등 프랑스어권 지역의 브라스리에서 흔히 찾아볼 수 있다. 벨기에와 프랑스에서 국민 음식으로 여겨지는 음식들 가운데 하나이기도 하다.

## 이름
프랑스어 "스테크 프리트(steak frites)"는 영어 "스테이크(steak)"의 프랑스어식 발음인 "스테크"와 프랑스어로 "감자 튀김"을 뜻하는 "프리트(frites)"를 합친 말이다.

## 만들기
스테이크는 전통적으로 퀼로트라 불리는 쇠고기 부위를 사용했다. 채끝과 우둔에 해당하는 부위이다. 현대에는 앙트르코트가 흔히 사용된다. 갈비와 등심의 앞부분에 해당하는 부위이다. 팬에 남은 육즙을 디글레이즈해 졸인 소스를 곁들인다. 올랑데즈나 베아르네즈 소스를 곁들이기도 한다. 스테이크와 감자 튀김을 한 접시에 낸다.

## 문화
롤랑 바르트의 《Mythologies》에서 스테크 프리트가 기호학적 분석 대상이었다.

## 같이 보기
- 물 프리트